# 胡乐镇
胡乐镇，是中华人民共和国安徽省宣城市宁国市下辖的一个乡镇级行政单位。
位于宁国市的西南部，东与浙江省杭州市临安区交界，南与绩溪县相连，西与旌德县接壤，北与甲路镇毗邻。S215、S323省道和岛鸿公路在境内鸿门村相交，皖赣铁路贯穿全境。镇政府所在地胡乐镇鸿门村距宁国市区45公里，距黄山市80公里，交通十分便捷。安徽省第四批历史文化名镇，中国传统村落。

## 行政区划
胡乐镇下辖以下地区：
胡乐社区、胡乐村、霞乡村、竹川村、鸿门村和龙池村。

## 中国传统村落
2013年8月，胡乐村被评为第二批中国传统村落。